# Cylnidypina
Cylnidypina (łac. cilnidipinum) – wielofunkcyjny organiczny związek chemiczny z grupy pirydyn, lek stosowany w leczeniu nadciśnienia tętniczego, pierwszy lek o działaniu blokującym kanały wapniowe typu N i typu L.

## Mechanizm działania
Cylnidypina jest antagonistą kanału wapniowego czwartej generacji działającym na kanały wapniowe typu N (CACNA1B) zlokalizowane w neuronach, gdzie borą udział w uwalnianiu neurotransmiterów i w generowaniu potencjału czynnościowego oraz typu L (CACNA1C) zlokalizowane w tkance mięśniowej poprzecznie prążkowanej typu sercowego oraz miocytach mięśni gładkich naczyń krwionośnych. Blokada kanałów wapniowych typu N hamuje neurohormonalną regulację układu krążenia zarówno poprzez układ współczulny, jak i układ renina–angiotensyna–aldosteron. Maksymalny efekt następuje po 4–6 godzinach od podania.

## Zastosowanie
- nadciśnienie tętnicze stopnia łagodnego do umiarkowanego[5][6]

W 2016 roku cylnidypina nie była dopuszczona do obrotu w Polsce.

## Działania niepożądane
Cylnidypina może powodować następujące działania niepożądane:
- nudności
- ból głowy
- duszność
- obrzęki obwodowe
- hipotensja